# Радомир Вукчевич
Радомир Вукчевич (сербохорв. Radomir Vukčević, 15 вересня 1944, Книн — 28 листопада 2014, Спліт) — югославський футболіст, що грав на позиції воротаря.
Виступав, зокрема, за клуб «Хайдук» (Спліт), а також національну збірну Югославії.
Чемпіон Югославії. Дворазовий володар Кубка Югославії.

## Клубна кар'єра
Народився 15 вересня 1944 року в місті Книн.
У дорослому футболі дебютував 1963 року виступами за команду «Хайдук» (Спліт), у якій провів десять сезонів, взявши участь у 181 матчі чемпіонату. За цей час виборов титул чемпіона Югославії, ставав володарем Кубка Югославії (двічі).
Завершив ігрову кар'єру у команді «Аяччо», за яку виступав протягом 1973—1975 років.

## Виступи за збірну
У 1967 році дебютував в офіційних матчах у складі національної збірної Югославії.
У складі збірної був учасником чемпіонату Європи 1968 року в Італії, де разом з командою здобув «срібло».
Загалом протягом кар'єри в національній команді, яка тривала 5 років, провів у її формі 9 матчів, пропустивши 8 голів.
Помер 28 листопада 2014 року на 71-му році життя у місті Спліт.
| Дата       | Місто          | Господарі  | Результат | Гості      | Турнір            | Голи | Примітки |
| ---------- | -------------- | ---------- | --------- | ---------- | ----------------- | ---- | -------- |
| 1-11-1967  | Роттердам      | Нідерланди | 1 – 2     | Югославія  | товариський матч  | -1   |          |
| 12-11-1967 | Белград        | Югославія  | 4 – 0     | Албанія    | Відбір до ЧЄ 1968 | -    |          |
| 25-6-1968  | Белград        | Югославія  | 0 – 2     | Бразилія   | товариський матч  | -2   |          |
| 4-4-1971   | Спліт          | Югославія  | 2 – 0     | Нідерланди | Відбір до ЧЄ 1972 | -    |          |
| 21-4-1971  | Новий Сад      | Югославія  | 0 – 1     | Румунія    | товариський матч  | -    | 46'      |
| 9-5-1971   | Лейпциг        | НДР        | 1 – 2     | Югославія  | Відбір до ЧЄ 1972 | -1   |          |
| 18-7-1971  | Ріо-де-Жанейро | Бразилія   | 2 – 2     | Югославія  | товариський матч  | -2   |          |
| 1-9-1971   | Будапешт       | Угорщина   | 2 – 1     | Югославія  | товариський матч  | -2   |          |
| 22-9-1971  | Сараєво        | Югославія  | 4 – 0     | Мексика    | товариський матч  | -    | 74'      |
| Усього     |                | Матчів     | 9         |            | Голів             | -8   |          |

## Титули і досягнення
- Чемпіон Югославії (1):

«Хайдук» (Спліт): 1970-1971
- Володар Кубка Югославії (2):

«Хайдук» (Спліт): 1966-1967, 1971-1972